# 35618 Tartu
Format:Voir homonymes
35618 Tartu este un asteroid din centura principală de asteroizi.

## Descriere
35618 Tartu este un asteroid din centura principală de asteroizi. A fost descoperit pe 25 aprilie 1998 la Observatorul La Silla de Eric Walter Elst. Asteroidul prezintă o orbită caracterizată de o semiaxă mare de 3,00 ua, o excentricitate de 0,24 și o înclinație de 14,9° în raport cu ecliptica.